# Samsung Galaxy S7
Samsung Galaksi S7 i Samsung Galaksi S7 Edž su Android pametni telefoni proizvedeni i prodavani od strane kompanije Samsung Elektroniks. S7 serija je naslednik Galaksi S6-ice, Galaksi S6 Edž-a, i Galaksi S6 Edž-a iz 2015. godine i zvanično je predstavljena 21. Februara 2016. godine na Samsungovoj konferenciji za novinare, na Svetskom mobilnom kongresu, sa evropskim i severno-američkim puštanjem u prodaju 11. marta 2016. godine.
Galaksi S7 je unapređena verzija prošlogodišnjeg modela, sa unapređenim hardverom, poboljšanim dizajnom, kao i obnovljenim karakteristikama koje su uklonjene kod Galaksi S6-ice, kao što su IP sertifikacije za otpornost na vodu i prašinu, zajedno sa mogućnošću proširenja memorije. Kao i S6-ica, S7-ica je proizvedena kao standardan model sa veličinom ekrana od 5,1 inča (12,954cm), kao i Edž varijantom čiji je ekran zakrivljen duž bočnih strana ekrana. S7 Edž koristi veći ekran od 5,5 inča (13,97cm) umesto korišćenja veličine ekrana osnovnih modela, za razliku od S6-ice.

## Specifikacije

### Hardver
Dizajn hardvera Galaksi S7-ice je u velikoj meri identičan onom koji ima S6-ica; zadržava metalnu i staklenu šasiju, ali sa poboljšanjima kao što su kockastije Houm dugme i manje izbočenje za kameru. Oba modela su dostupna u crnoj i zlatnoj boji; bela, roze i srebrna verzija su dostupne zavisno od tržišta.
 
Kao svetski Olimpijski partner, posebna izdanja Galaksi S7 Edž-a su puštena u prodaju od strane kompanije Samsung za Letnje Olimpijske igre 2016. godine, sa tamnoplavim telom i hardverskim i softverskim akcentima inspirisanim bojama Olimpijskih prstenova. Uređaji su prodati u ograničenim količinama na odabranim tržištima i dodeljeni su skoro svim sportistima koji su učestvovali u Olimpijskim igrama 2016. Godine (31 telefon koji je bio namenjen za sportiste iz Severne Koreje je konfiskovan po naređenju Vlade Severne Koreje). U Oktobru 2016, Samsung je objavio novu svetlo plavu ("Koralno plavu") boju telefona, koja je prethodno bila ponuđena za opozvani Galaksi S Nout 7 model Samsung telefona.
S7 i S7 Edž su IP68-sertifikovani za otpornost na prašinu i vodu; za razliku od Galaksi S5-ice, portovi su zapečaćeni i stoga ne zahtevaju zaštitne poklopce. I Galaksi S7, kao i S7 Edž karakteriše 1440p Kvad HD Super AMOLED ekran; S7 ima panel od 5.1 inča, dok S7 Edž koristi veći, 5,5 inča veliki panel. Kao i kod prethodnog modela, ekran S7 Edž-a je zakrivljen na bočnim stranama uređaja. Oba modela takođe imaju veće baterije u poređenju sa S6-icom, sa pozamašnim kapacitetom od 3000 mAh i 3600 mAh i podrškom za Er Fjul Indaktiv (ranije PMA) kao i Ki bežično punjenje. Takođe su opremljeni sa zadnjom kamerom od 12 megapiksela sa "Dual Piksel" senzorom slike i f/1.7 otvorom sočiva.
Galaksi S7 uređaji su opremljeni sa okta-jezgarnim Ekinosom 8890 i 4 GB RAM memorije. U Kini i Sjedinjenim Američkim Državama, S7 koristi kuad-jezgarni Kvolkom Snepdregn 820; za razliku od Ekinos-a, ovaj višejezgarni procesor podržava starije CDMA mreže koje se naširoko koriste na ovim tržištima.
Toplota iz procesora je rešena sa 0.4mm sistemom za vodeno hlađenje. S7 uključuje 32, 64 ili 128 GB interne memorije (u većini prodavnica je samo model sa 32 GB dostupan). Skladištenje se može proširiti pomoću microSD kartice.
S7 uređaji su upakovani sa adapterom USB OTG. Može se koristiti sa ugrađenom "Smart Svič" aplikacijom kako bi pomogao pri transferu sadržaja i podešavanja sa prethodog Samsung Galaksi uređaja, od Android 4.3 verzije, pa na dalje, Ajfon uređaja od iOS 5 ili kasnije verzije kao i BlackBerry uređaja Blekberi operativnog sistema 7 ili ranijih.

### Softver
Galaksi S7 se dostavlja sa Android Maršhmelou (6.0) i Samsungovim TačViz softverskim paketom. Novi TačViz takođe omogućava korisniku da onemogući ep drovera. Nova "Olvejs on" funkcija prikazuje sat, kalendar i obaveštenja na ekranu kada je uređaj u stanju pripravnosti. Displej se u potpunosti gasi ako senzor blizine na uređaju detektuje da je u zatvorenom prostoru, kao što je recimo džep. Samsung tvrdi da će ova funkcija trošiti samo pola procenata kapaciteta baterije na sat.
Nova vidžet okna mogu biti prikazana na ivici S7 Edž-a, u "Edž Singlu" i širim "Edž Singl plus" veličinama. Funkcija “adaptiranog prostora za skladištenje” Android Maršhmelou-a je onemogućena od strane Samsunga i nije upotrebljiva.
Unapređenje iz septembra 2016. godine, obuhvata podršku za Vulkan, novu API niskobudžetnu grafičku platformu. U januaru 2017, Samsung je počeo da razvija Android 7.0 "Nugat" za S7. On uvodi osveženi interfejs Samsung Pes platformu koja omogućava aplikacijama da obezbede biometrijsku autentifikaciju preko čitača otiska prsta i nove postavke za "Režim performansi" sa optimizacijama za igrice, zabavu i korišćenje baterije.
Nova vidžet okna mogu biti prikazana na ivici S7 Edž-a, u "Edž Singlu" i širim "Edž Singl plus" veličinama. Funkcija “adaptiranog prostora za skladištenje” Android Maršmelou-a je onemogućena od strane Samsunga i nije upotrebljiva.
Unapređenje iz septembra 2016. godine, obuhvata podršku za Vulkan, novu API niskobudžetnu grafičku platformu. U januaru 2017, Samsung je počeo da razvija Android 7.0 "Nugat" za S7. On uvodi osveženi interfejs Samsung Pes platforme koja omogućava aplikacijama da obezbede biometrijsku autentifikaciju preko čitača otiska prsta i nove postavke za "Režima performansi" sa optimizacijama za igrice, zabavu i korišćenje baterije.

## Prijem
Galaksi S7 je dobio uglavnom pozitivne kritike. Kritičari hvale povratak slota za mikro SD kartice i otpornost na vodu, iako su neki smatrali da je uređaj veoma sličan prethodnom Galaksi S6 modelu. Međutim, Galaksi S7 je dobio i negativne kritike. Na primer, Samsung je uklonio IR Blaster od Galaksi S6-ice, aplikacije kao što su muzika, video plejer i menadžer preuzimanja, su nestale, i na kraju, megapikseli kamere su smanjeni na 12 MP.
Eksinos verzija je brža od verzije Kvolkom Snepdregn pri obavljanju više radnji istovremeno, gde postoji jasna razlika, Kvolkom verzija ne uspeva da istovremeno održi više aplikacija u pozadini i potrebno je više vremena za prebacivanje među aplikacijama. Međutim, Snepdregn verzija ima bolji učinak u grafički intenzivnijim aplikacijama i igrama.
ajFiksit je dao S7 ocenu 3 od ukupno 10 za mogućnost popravke, napominjući preteranu upotrebu lepka i staklenih ploča, kao i da je gotovo nemoguće servisiranje određenih komponenti uređaja (kao što su Doterbord i drugih komponenti) bez uklanjanja ekrana, koji nije dizajniran za uklanjanje, i da je "zamena stakla bez uništavanja ekrana verovatno nemoguća".

### Prodaja
Oko 100.000 uređaja Samsung Galaksi S7 i Samsung Galaksi S7 Edž prodato je u roku od dva dana od zvaničnog lansiranja u Južnoj Koreji. Ukupno 48 miliona uređaja je prodato u 2016. godini.

## Poznati problemi
Pri puštanju, video snimci snimljeni u visokoj rezoluciji seckaju. I Eksinos i Snepdregn modeli pate od ovog problema. Sledeće firmvare unapređenje tvrdi da će popraviti "seckanje video reprodukcije nakon snimanja".

## Varijante

### Galaksi S7

#### Samsung Eksinos 8890 Modeli
- SM-G930F (Internacionalni Singl SIM)
- SM-G930FD (Internanacionalni Dual SIM)
- SM-G930W8 (Kanada)
- SM-G930S (Južna Koreja SK Telekom)
- SM-G930K (Južna Koreja KT)
- SM-G930L (Južna Koreja LG U+)

#### Kvolkom Snepdregn 820 Modeli
- SM-G9300 (Kina Otključan Model)
- SM-G930V (SAD Verizon Vajrles)
- SM-G930A (SAD AT&T)
- SM-G930AZ (SAD Kriket Vajrles)
- SM-G930P (SAD Sprint)
- SM-G930T (SAD T-Mobajl US)
- SM-G930R4 (SAD US Ćelijski)
- SM-G9308 (China Mobajl)
- SM-G930U (SAD Otključan Model)

### Galaxy S7 Edž

#### Samsung Eksinos 8890 Modeli
- SM-G935F (Internacionalni Singl Sim)
- SM-G935FD (Internacionalni Dual Sim (Malezija))
- SM-G935W8 (Kanada)
- SM-G935S (Južna Koreja SK Telekom)
- SM-G935K (Južna Koreja KT)
- SM-G935L (Južna Koreja LG U+)

#### Kvolkom Snepdregn 820 Modeli
- SM-G9350 (Kina Otključan Model, Hong Kong)
- SM-G935V (SAD Verizon Wireless)
- SM-G935A (SAD AT&T)
- SM-G935P (SAD Sprint)
- SM-G935T (SAD T-Mobajl US)
- SM-G935R4 (SAD US Ćelijski)
- SM-G935D (Japan NTT DoCoMo)
- SM-G935J (Japan KDDI)
- SM-G935U (SAD Otključan Model)

## Spoljašnje veze
- Zvanični vebsajt